# 鳥井山
鳥井山（英語：Mount Torii），是南極洲的山峰，位於維多利亞地，處於蘇斯冰川和加拿大冰川之間，俯瞰乍得湖和霍爾湖，在1997年由美國南極名稱諮詢委員命名，現時由南極條約體系管理。
77°37′S 162°44′E / 77.617°S 162.733°E